# Švédská Superliga (mužský florbal)

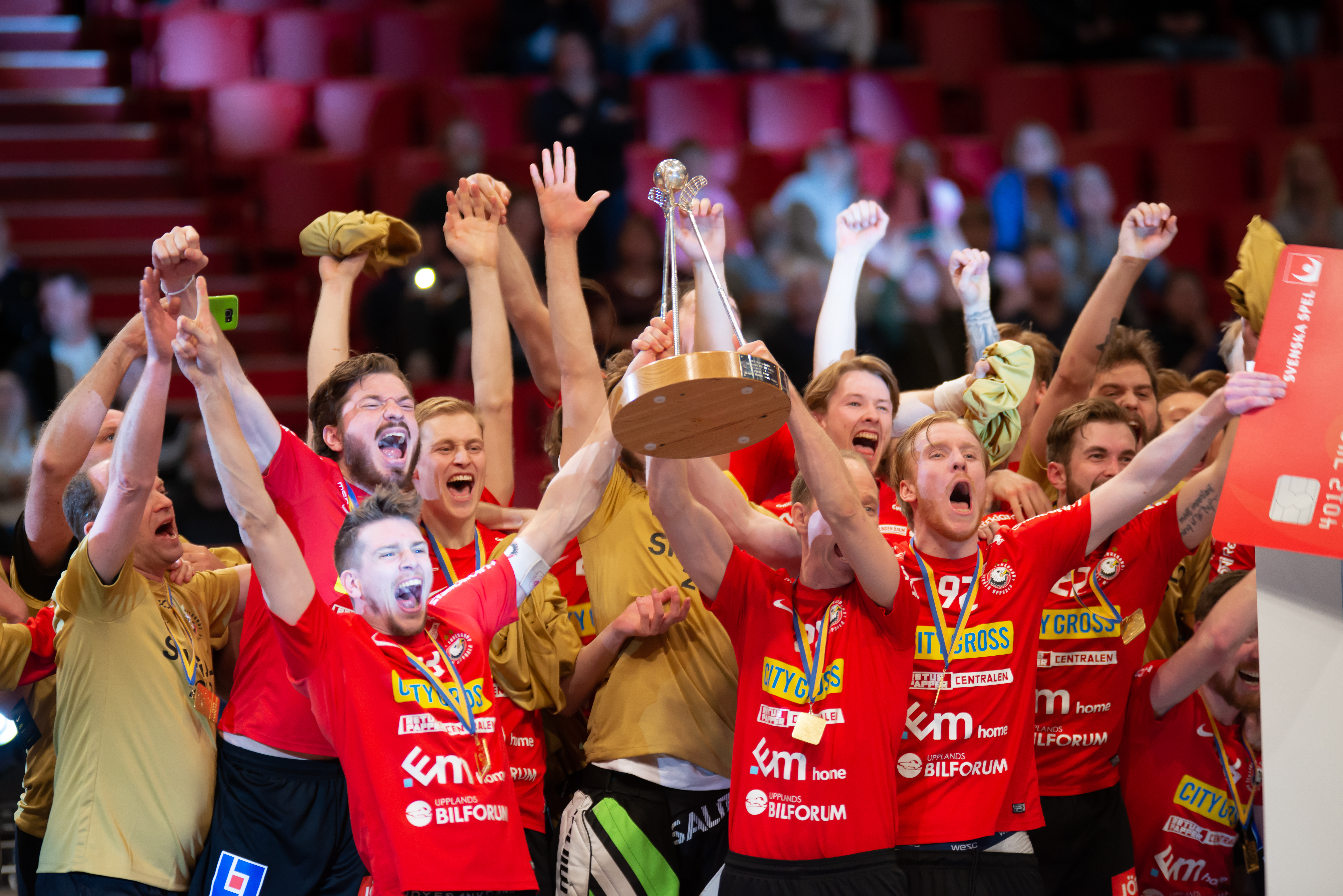
Hráči Storvreta IBK slaví titul v sezóně 2017/2018

Švédská Superliga mužů (švédsky Svenska Superligan för herrar, zkráceně SSL Herr) je nejvyšší florbalová liga mužů ve Švédsku. V soutěži hraje 14 týmů. Poprvé se pořádala v sezóně 1995/1996.
Vítěz Superligy má právo reprezentovat Švédsko na Poháru mistrů.
Nejúspěšnějším týmem ligy s devíti tituly a aktuálním mistrem ze sezóny 2024/2025 je Storvreta IBK.

## Historie
Švédské Superlize předcházel Švédský pohár (Svenska cupen) hraný v letech 1982 až 1989, jako první florbalová soutěž na světě. Následovala liga Division 1 i innebandy, která se hrála od roku 1990.
V roce 1995 vznikla liga Elitserien, která byla až do sezóny 1998/1999 rozdělena na severní a jižní skupinu. Od ročníku 1999/2000 je soutěž národní ligou. V květnu 2007 byl název změněn z Elitserien na Švédská Superliga. Od roku 2009 soutěž tvoří 14 týmů.

## Systém soutěže
V základní části se všechny týmy dvakrát utkají každý s každým (celkem 26 kol). Každý tým hraje 13 zápasů v domácím prostředí a 13 zápasů v soupeřově prostředí. Na jaře začíná playoff, do kterého postupuje osm nejlepších týmů ze základní části. Čtvrtfinále a semifinále se hrají na čtyři vítězné zápasy. Finále se hraje pouze na jeden vítězný zápas, tzv. Superfinále. To se většinou pořádá ve stockholmské aréně Globen společně s finálem ženské švédské Superligy. Poslední dva týmy sestupují do nižší soutěže Allsvenskan.

## Aktuální kluby

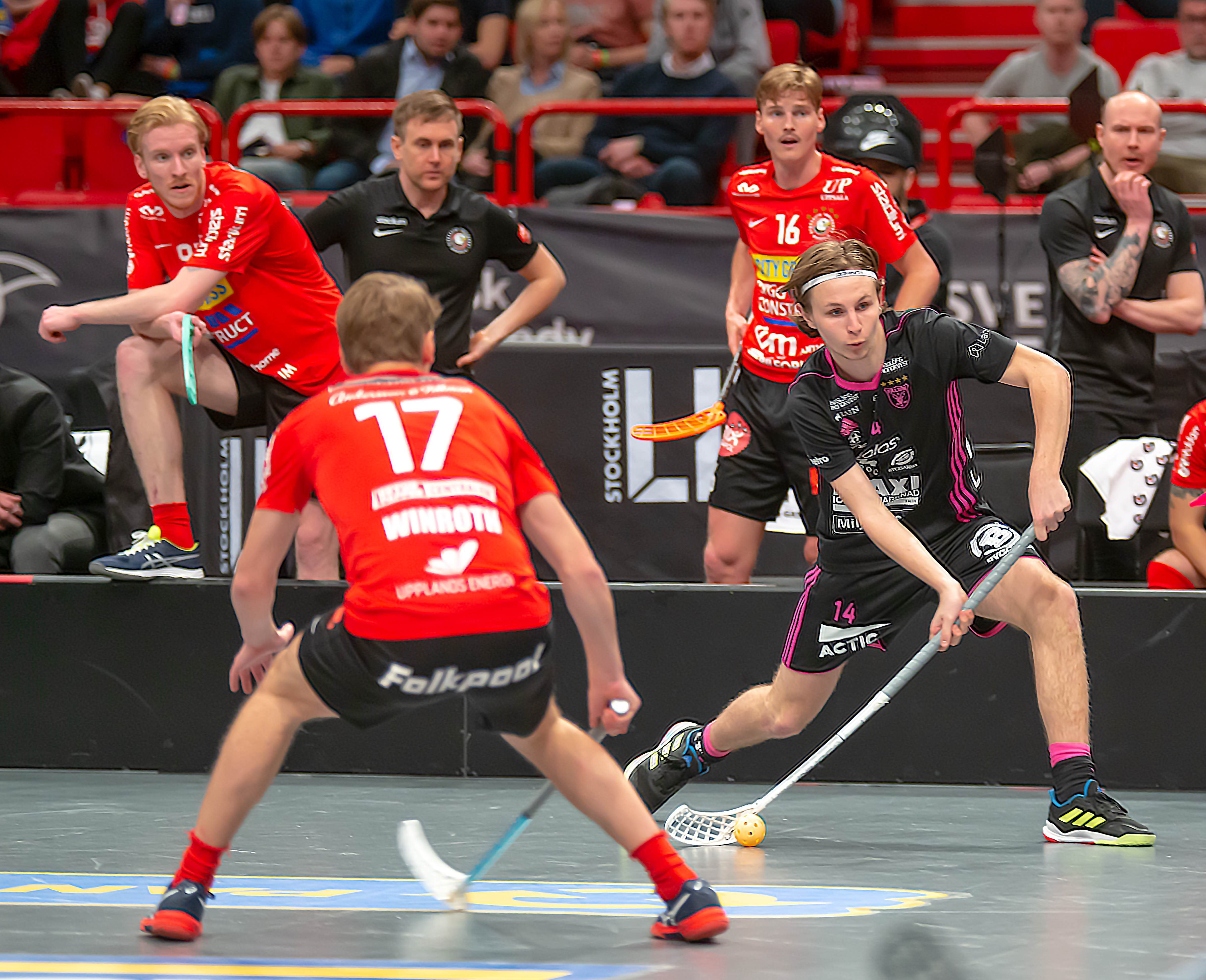
Finále Storvreta IBK–IBF Falun v sezóně 2018/2019

V sezóně 2024/2025:
- AIK Innebandy (Solna)
- FBC Kalmarsund (Färjestaden)
- FC Helsingborg (Helsingborg)
- IBF Falun (Falun)
- IBK Dalen (Umeå)
- Jönköpings IK (Jönköping)
- Linköping IBK (Linköping)
- Mullsjö AIS (Mullsjö)
- Nykvarns IBF (Nykvarn)
- Pixbo IBK (Mölnlycke)
- Storvreta IBK (Storvreta)
- Team Thorengruppen (Umeå)
- Växjö IBK (Växjö)
- Warberg IC (Varberg)

## Předchozí vítězové

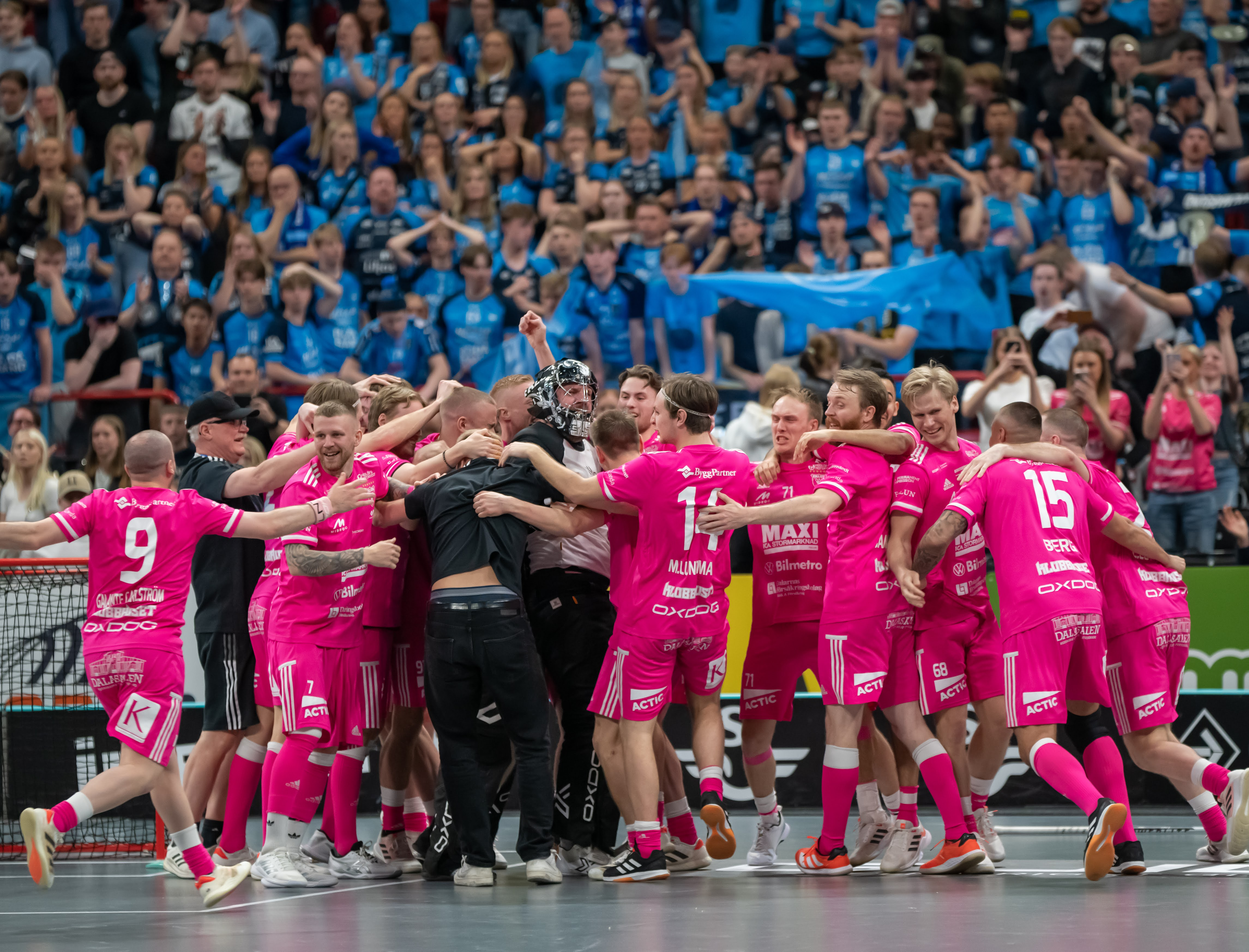
Tým IBF Falun oslavuje vítězství ve finále v sezóně 2021/2022

| - 1983 – Kolarbyns IBS - 1984 – Tomasgårdens IF - 1985 – Kolarbyns IBS - 1986 – Norrstrands IF - 1987 – IBK Lockerud - 1988 – IBK Lockerud - 1989 – Kolarbyn/Fagersta IF - 1990 – IBK Lockerud - 1991 – IBK Lockerud - 1992 – IBK Lockerud - 1993 – Balrog IK - 1994 – Fornudden IB - 1995 – Kista IBK - 1996 – Balrog IK - 1997 – Fornudden IB - 1998 – Warberg IC 85 - 1999 – Haninge IBK - 2000 – Haninge IBK - 2001 – Haninge IBK - 2002 – Pixbo Wallenstam IBK - 2003 – Pixbo Wallenstam IBK - 2004 – Balrog IK | - 2005 – Warberg IC 85 - 2006 – AIK - 2007 – Warberg IC - 2008 – Warberg IC - 2009 – AIK - 2010 – Storvreta IBK - 2011 – Storvreta IBK - 2012 – Storvreta IBK - 2013 – IBF Falun - 2014 – IBF Falun - 2015 – IBF Falun - 2016 – Storvreta IBK - 2017 – IBF Falun - 2018 – Storvreta IBK - 2019 – Storvreta IBK - 2020 – IBF Falun - 2021 – IBF Falun - 2022 – IBF Falun - 2023 – Storvreta IBK - 2024 – Storvreta IBK - 2025 – Storvreta IBK |

Zdroj:
| Tým             | Počet titulů | Poslední titul |
| --------------- | ------------ | -------------- |
| Storvreta IBK   | 9            | 2024/2025      |
| IBF Falun       | 7            | 2021/2022      |
| IBK Lockerud    | 5            | 1991/1992      |
| Warberg IC      | 4            | 2007/2008      |
| Kolarbyns IBS   | 3            | 1988/1989      |
| Balrog IK       | 3            | 2003/2004      |
| Haninge IBK     | 3            | 2000/2001      |
| Fornudden IB    | 2            | 1996/1997      |
| Pixbo IBK       | 2            | 2002/2003      |
| AIK Innebandy   | 2            | 2008/2009      |
| Kista IBK       | 1            | 1994/1995      |
| Norrstrands IF  | 1            | 1985/1986      |
| Tomasgårdens IF | 1            | 1983/1984      |

## Čeští medailisté

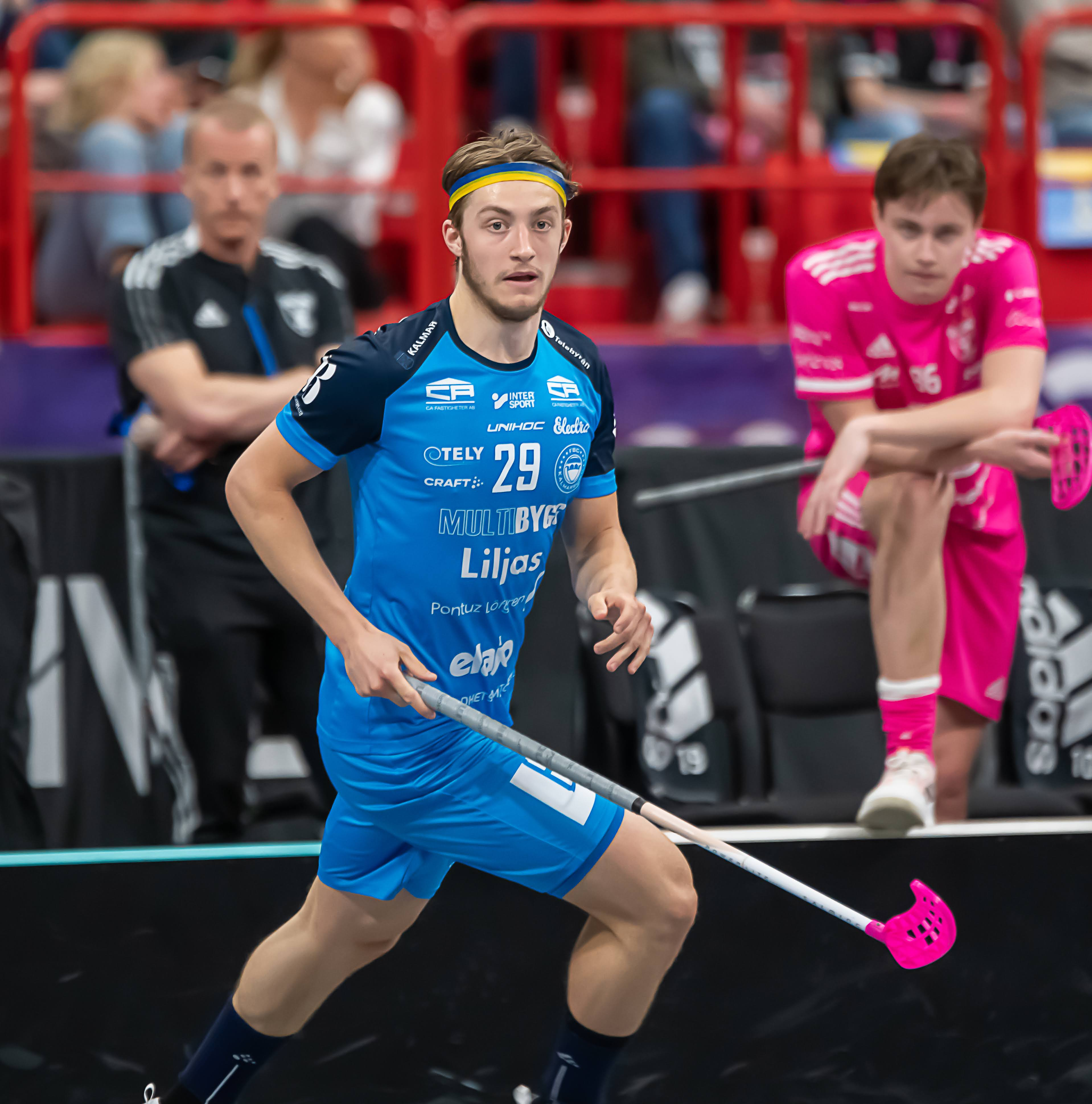
Filip Langer hrající za FBC Kalmarsund ve finále sezóny 2021/2022

- Matěj Jendrišák (Linköping IBK – 2015 , 2016 )
- Filip Langer (FBC Kalmarsund – 2022 , Storvreta IBK – 2024 , 2025 )
- Ondřej Němeček (Storvreta IBK – 2024 , 2025 )
- Martin Tokoš (IBF Falun – 2017 )
- Milan Tomašík (IBK Dalen – 2012 , 2013 , Linköping IBK – 2016 )
- Aleš Zálesný (Warberg IC – 2011 )